# Dom van Trier
De Dom van Trier (Dom St. Peter) is de kathedraal van Trier en de oudste bisschopskerk van Duitsland. Hij gaat in de kern terug op een Romeinse basilica die vanaf 326 werd gebouwd door de Romeinse keizer Constantijn de Grote. In de 11de eeuw kreeg de dom zijn huidige westfaçade, die de Salische stijl vertegenwoordigt. De dom van Trier staat sinds 1986 op de Werelderfgoedlijst van de UNESCO.

## Bouwgeschiedenis
Keizer Constantijn begon in 326 niet alleen met de bouw van zijn basiliek in Trier, maar ook met de Oude Sint-Pietersbasiliek van Rome, de Graf- en Verrijzeniskerk in Jeruzalem en de Geboortekerk van Bethlehem. Waarschijnlijk werd de kerk in Trier gebouwd op de plaats van het paleis van keizerin Helena, de moeder van Constantijn. Omtrent de Romeinse kerk doen twee theorieën de ronde:
- het geheel bestond uit een indrukwekkend complex van twee grote, naast elkaar liggende basilica's, waarvan de huidige dom en de naastgelegen tegenwoordige (gotische) Onze-Lieve-Vrouwekerk elk slechts de helft vormden en die in het midden verbonden waren door een groot vierkant doopvont.
- sinds archeologische opgravingen in de periode 1992 – 1995 gaat men ervan uit, dat er sprake was van een ingewikkelder gebouwencomplex met meerdere basilieken (waarschijnlijk vier) die met elkaar verbonden waren door zalen en gangen (Zwischentrakte) en die tezamen een geweldige omvang hadden.

In de tweede helft van de 4e eeuw werd het noordoostelijke deel van de oorspronkelijke kerk afgebroken en werd op de plaats van de huidige dom een vierkant gebouw met een 45 m hoge vieringtoren neergezet. In het midden daarvan stonden 4 bijna 12 meter hoge granietzuilen, elk ca. 65 ton zwaar. Voor het zuidwestelijke portaal van de huidige dom ligt nog een deel van een van die zuilen, die al in de eerste helft van de 5e eeuw neergehaald zijn, in de verwarring van de grote Volksverhuizing. De kerk werd pas in de 6e eeuw door bisschop Nicetius met hulp van "Italiaanse bouwers" hersteld.
Met Pasen 882 werden tijdens een inval van de Noormannen de kerken van het domcomplex in brand gestoken. Onder het bewind van bisschop Egbert (977-993) begon men met een renovatie, die niet werd voltooid. Aartsbisschop Poppo van Babenberg (1016-1047) voltooide deze renovatie. Bovendien kreeg de dom toen zijn thans nog bestaande westwerk: een apsis en twee romaanse torens, met op de uiterste hoeken ronde traptorens. Het is de oudste westfaçade met een dwerggalerij.
Op het einde van de 12e eeuw werd het oostkoor uitgebouwd. Bij de altaarwijding op 1 mei 1196 werd de reliek van de Heilige Tuniek in het hoofdaltaar geplaatst.
In de 12e eeuw werden de Trierse aartsbisschoppen ook keurvorst. Trier werd de hoofdstad van het keurvorstendom tot 1801. De laatste Trierse keurvorst was Clemens Wenceslaus van Saksen (1768-1801).
In het begin van de 16e eeuw werd de zuidwestelijke toren verhoogd om boven de Sint-Gangolfkerk aan de Grote Markt uit te blijven steken.
Begin 18e eeuw werd aan het oostkoor een barokke kapel gebouwd waar de Heilige Tuniek werd opgehangen in een zilveren schrijn. Om vanuit de kerk het schrijn te kunnen zien, werd boven het altaar de oostelijke wand doorbroken. De omranding van de opening werd met barok beeldhouwwerk versierd.

## Architectuur en kunstschatten

### Exterieur
Aan de buitenzijde is het Romeinse metselwerk van de oorspronkelijke rechthoekige basilica uit de 4e eeuw nog goed zichtbaar. Imposant is het westwerk van de dom, dat bestaat uit vijf symmetrische delen, waaronder vier torens. Het dateert grotendeels uit de 11e eeuw (Salische tijd). De apsis van het westkoor was in 1196 het laatste onderdeel dat voltooid werd. De Latijnse inscriptie boven het uurwerk aan de hoogste westwerktoren luidt:
NESCITIS QVA HORA DOMINVS VENIET— Gij weet niet, in welke ure uw Heere komen zal. (Matteüs 24:42 (SV))
Het oostkoor wordt enigszins aan het zicht onttrokken door de barokke kapel, waar de Heilige Tuniek wordt bewaard.

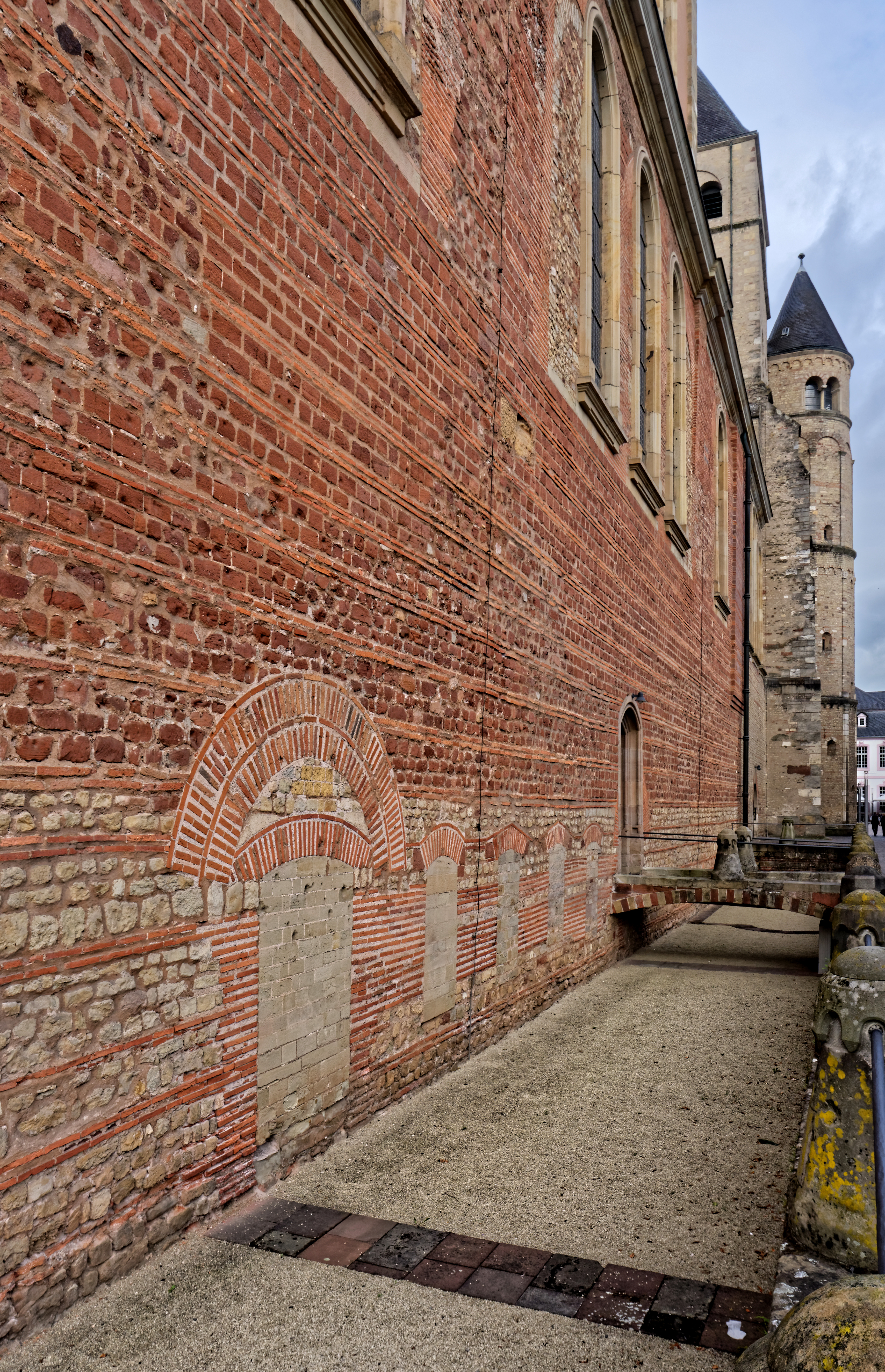
Romeins metselwerk aan de noordzijde
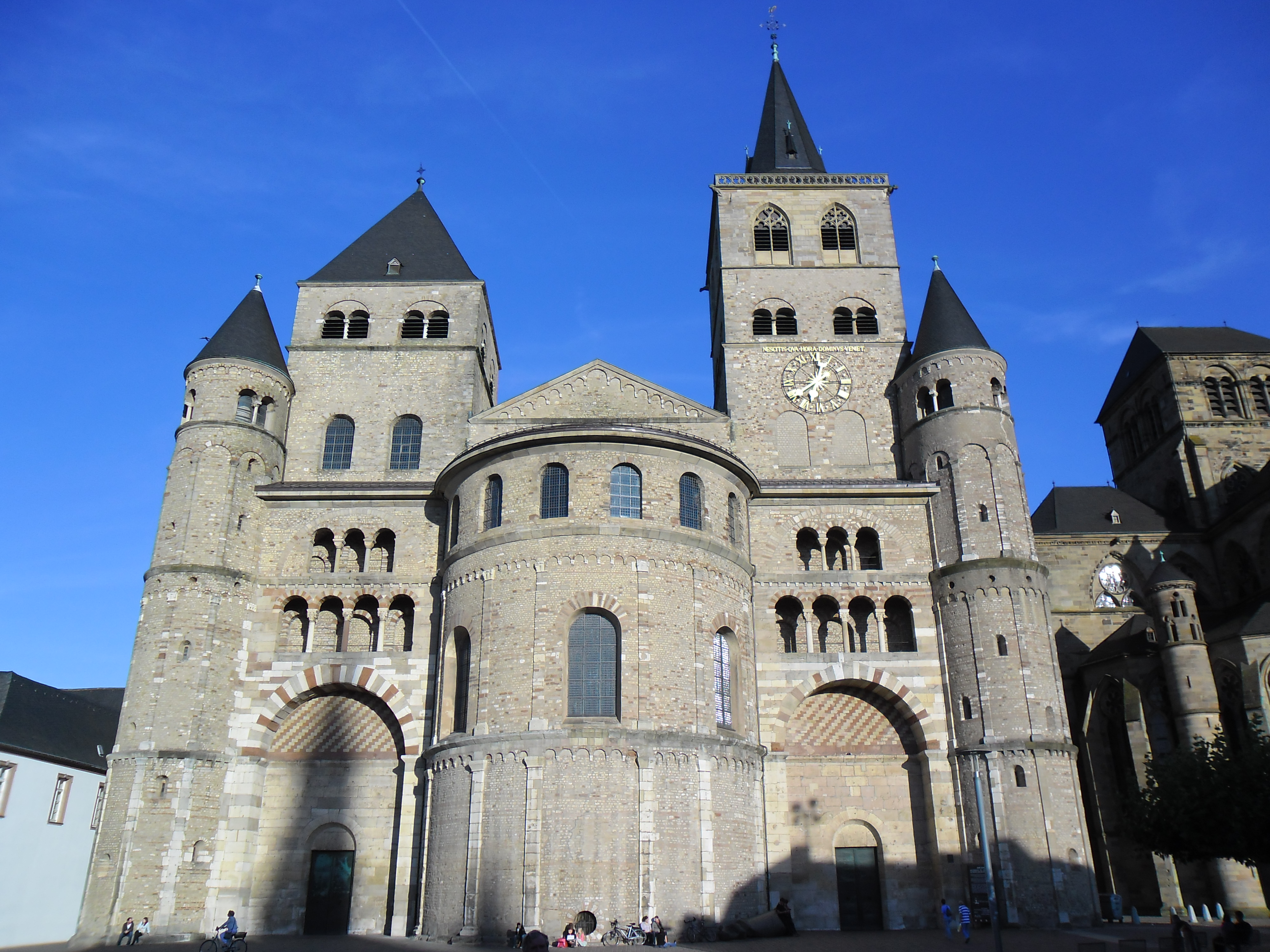
Westwerk met flankerende torens
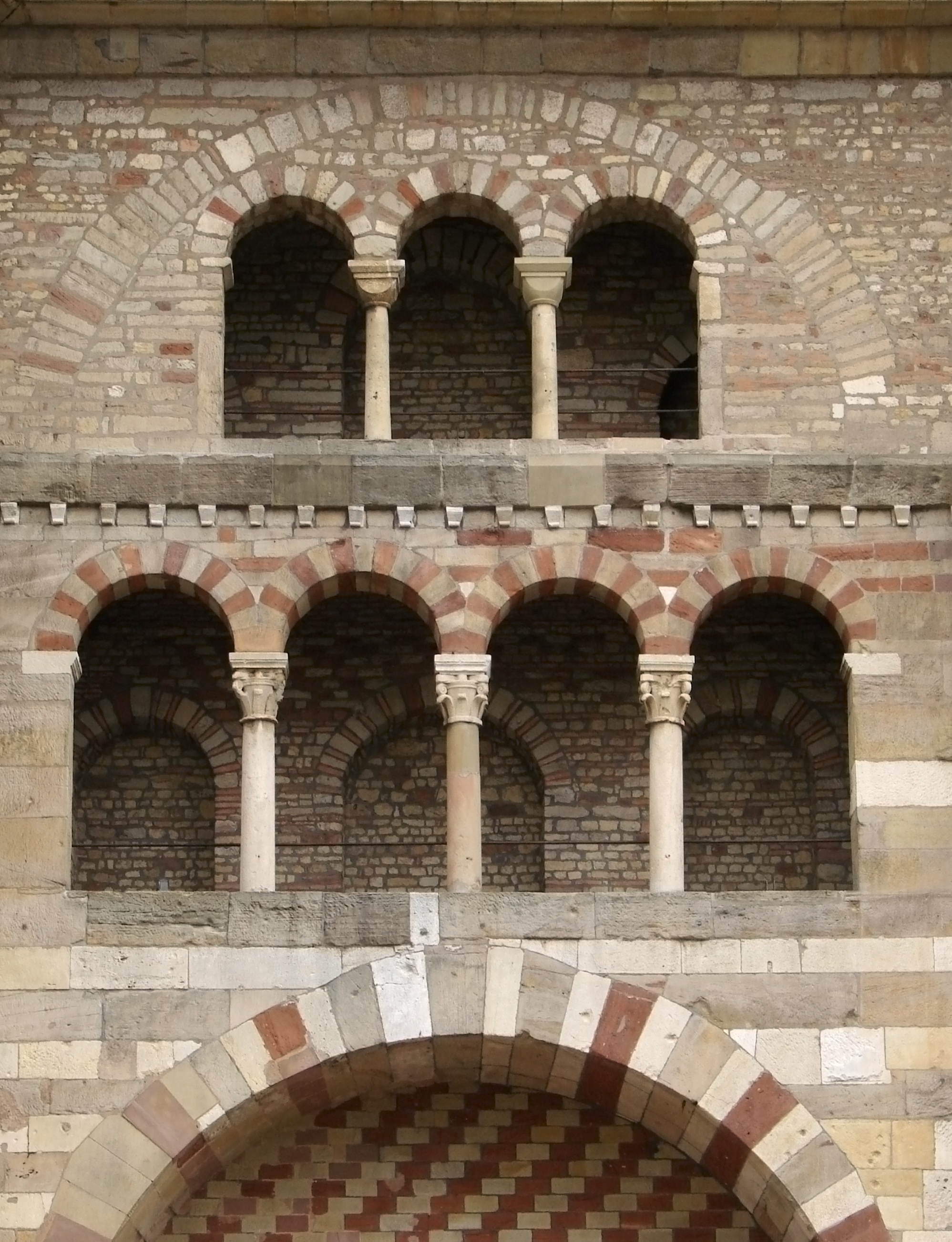
Detail westwerk in Salische stijl
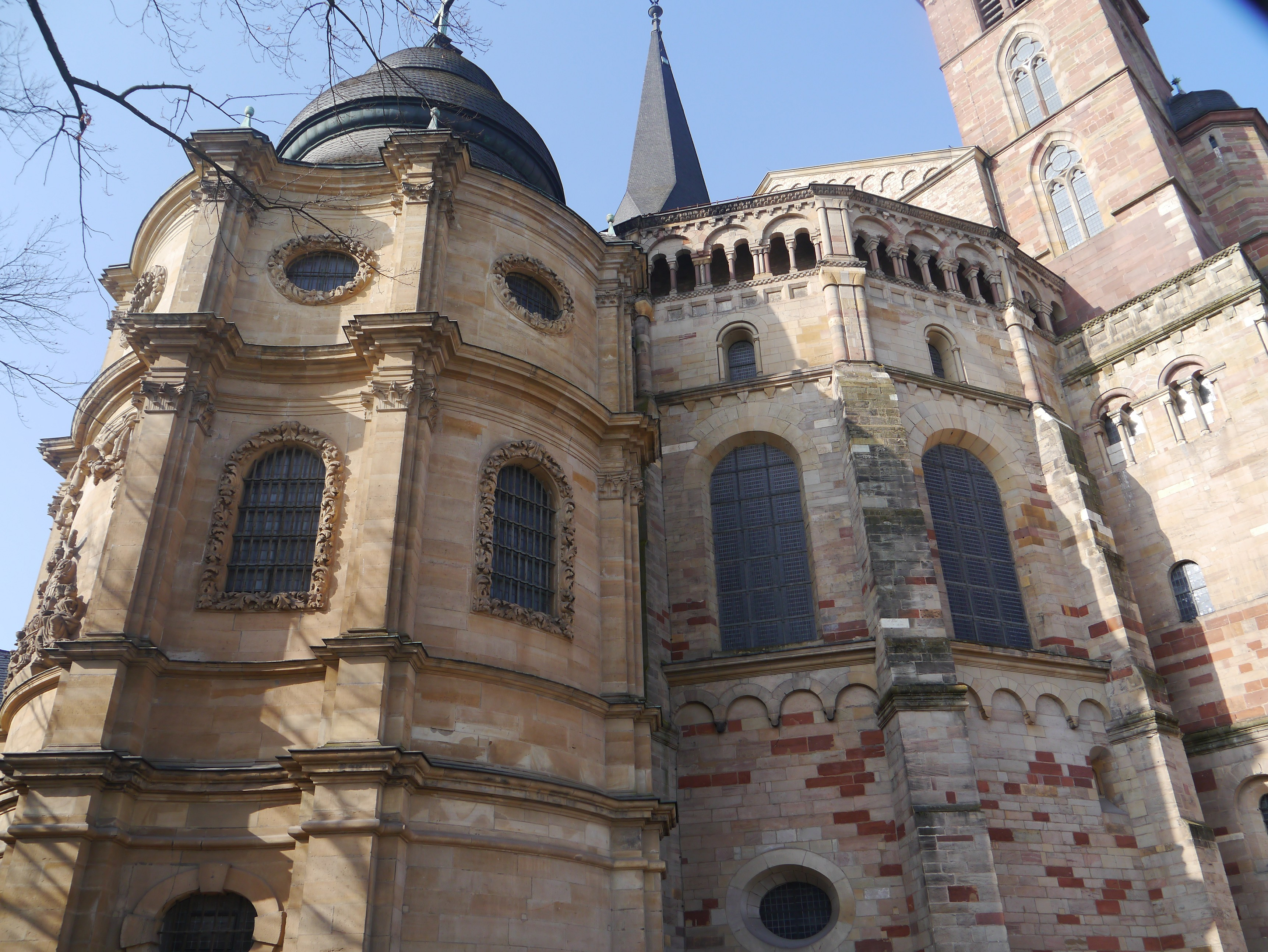
Oostkoor en kapel van de Heilige Tuniek

### Interieur
De plattegrond van de kerk is die van een rechthoek met twee halfronde uitstulpingen aan de oost- en westzijde. De afmetingen bedragen 112,5 x 41 m, waarmee de Dom het grootste religieuze bouwwerk is in Trier (groter dan de Basilica van Constantijn). Het interieur bestaat uit drie grotendeels romaanse beuken met gotische gewelven. De Romeinse basilica is daarin nauwelijks meer te herkennen. De kerk had voorheen een sterk barokke uitstraling, maar dat is door diverse aanpassingen veranderd. Alleen het uitbundige westkoor, de twee zijkapellen en het hoofdaltaar en diverse andere altaren zijn in barokke stijl gelaten. Een romaans timpaan in de rechterzijbeuk stelt Christus geflankeerd door de Petrus en Maria voor. In de met pleisterwerk beklede Mariakapel rechts van het koor staat een sierlijk Mariabeeld uit de 16e eeuw. Hier bevindt zich ook de toegang naar de schatkamer en de plek waar men door een opening in de muur een blik kan werpen op de kapel waar de Heilige Tuniek wordt bewaard. Aan de linkerkant van het koor bevindt zich de sacramentskapel, afgesloten met een fraai hekwerk dat de 'Gouden Poort' wordt genoemd, een overblijfsel van het koorhek dat eertijds het priesterkoor afsloot.
De kerk bezit drie kerkorgels. Het hoofdorgel, een zogenaamd zwaluwnestorgel, lijkt oud maar dateert uit 1974.

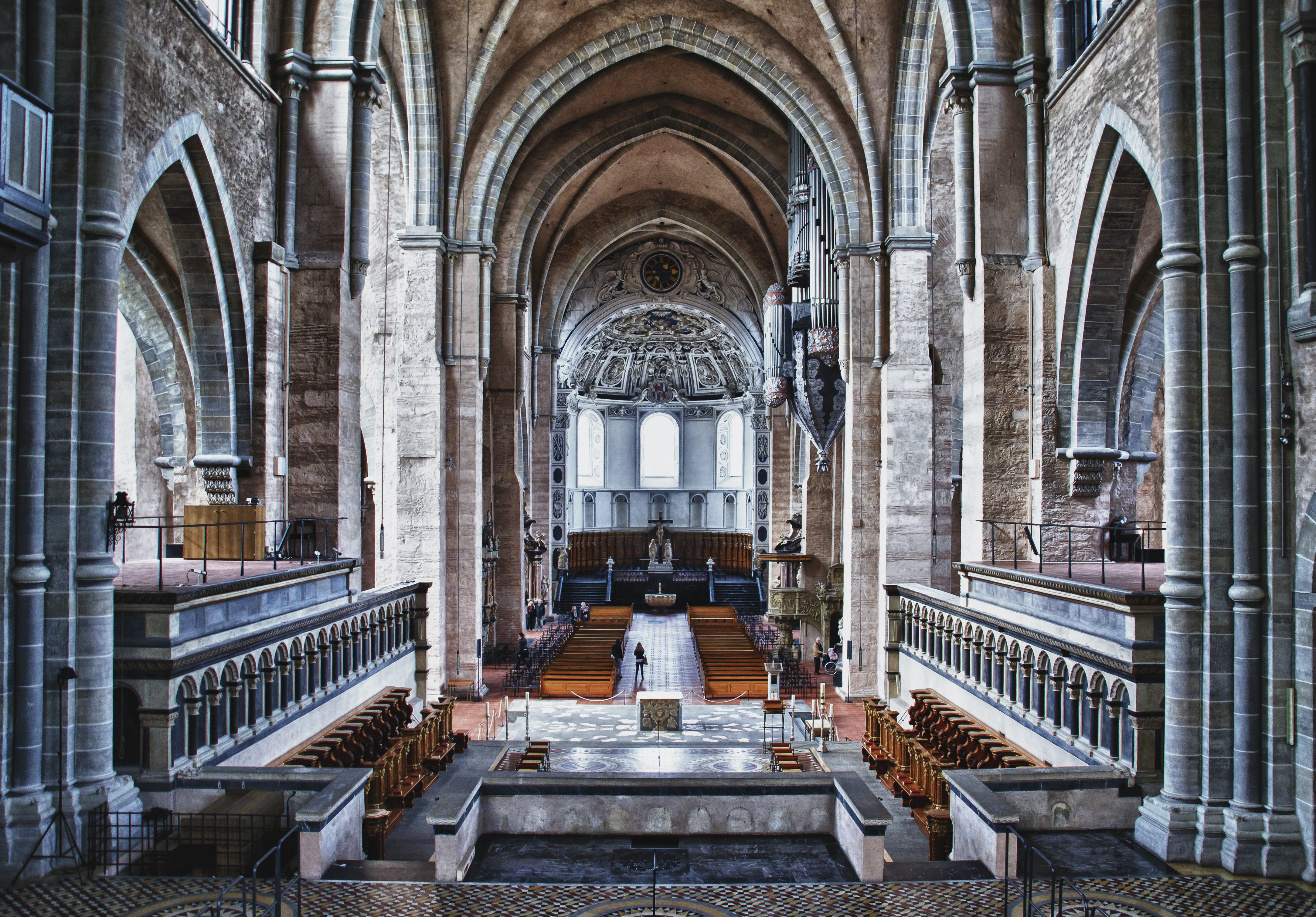
Interieur naar het westen
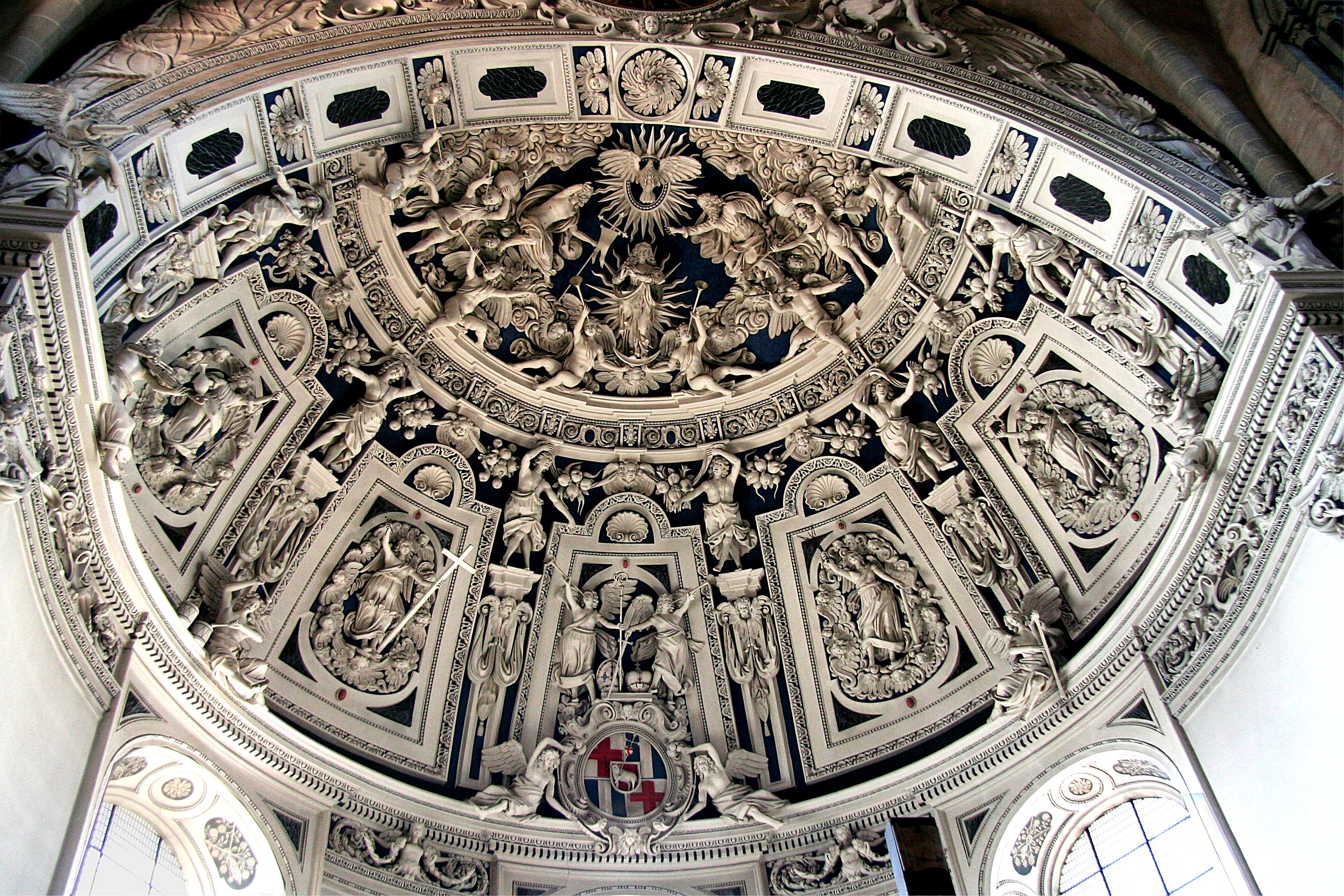
Plafond van het westkoor
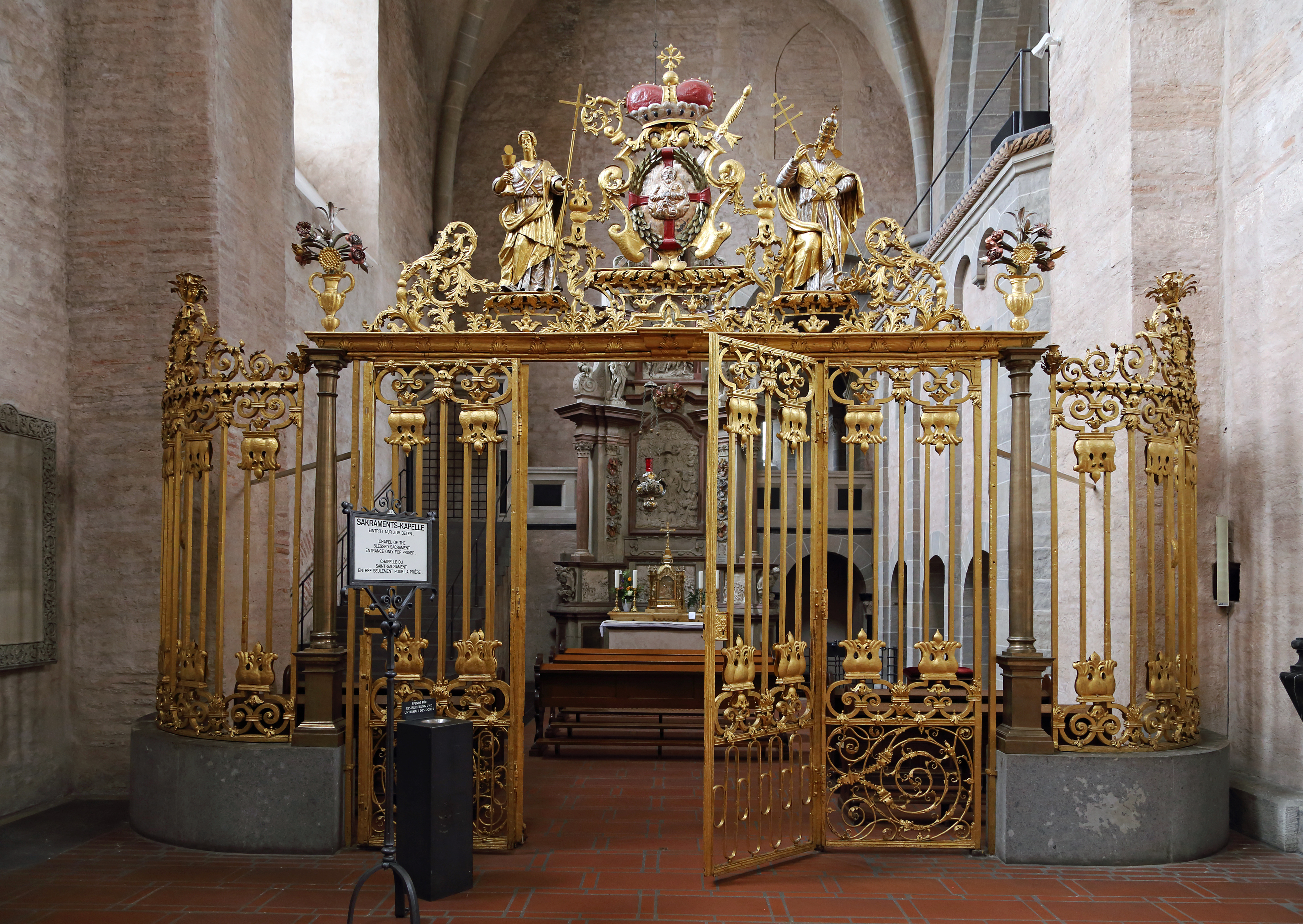
Gouden poort
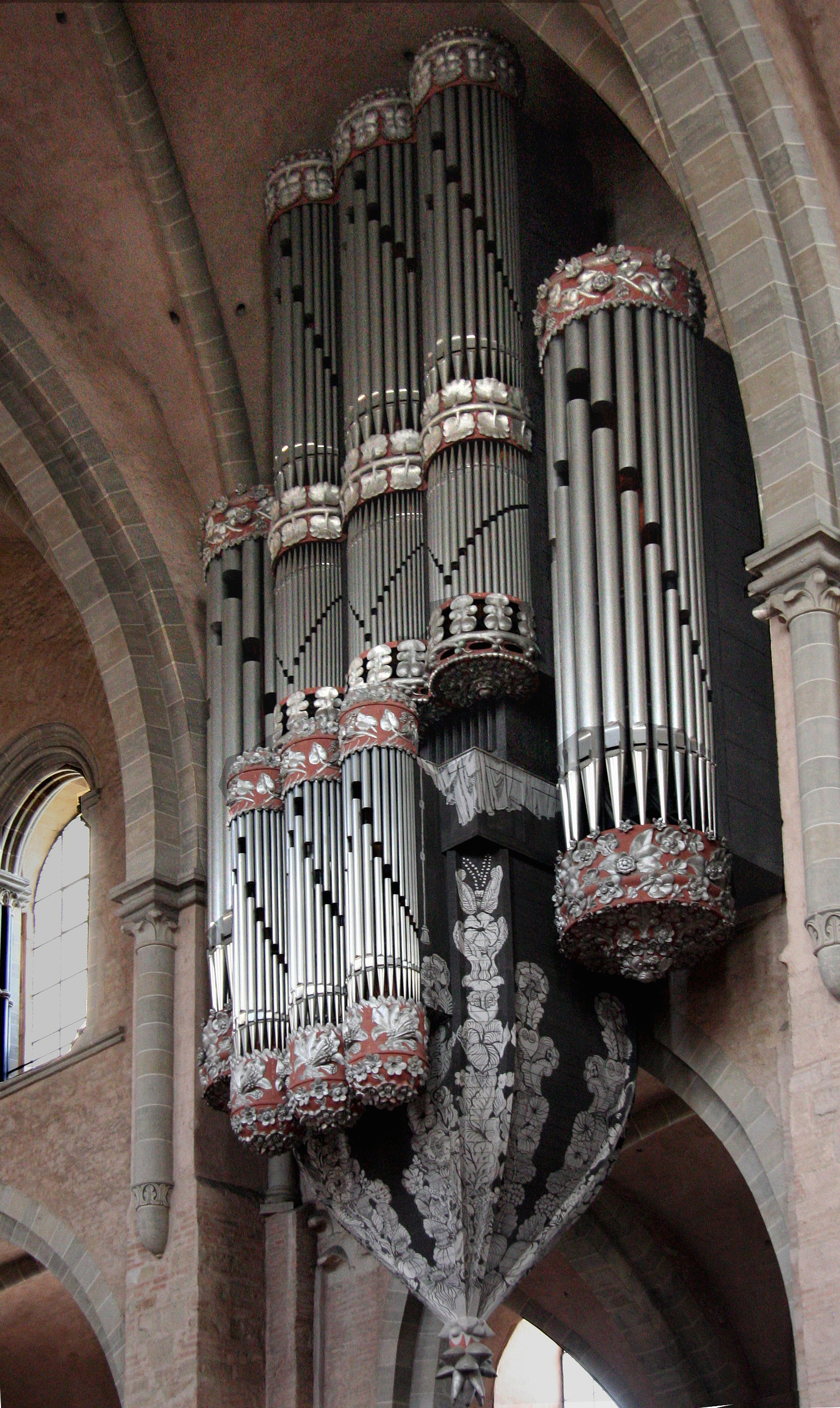
Hoofdorgel

### Graven en grafmonumenten
Diverse aartsbisschoppen en keurvorsten van Trier hebben in de Dom hun laatste rustplaats gevonden. Van enkelen zijn imposante grafmonumenten in de vorm van pijleraltaren bewaard gebleven.
- Hendrik I van Trier, aartsbisschop van Trier († 964)
- Udo van Nellenburg, aartsbisschop van Trier († 1078)
- Boudewijn van Luxemburg, aartsbisschop van Trier († 1354)
- Bohemund van Saarbrücken, aartsbisschop van Trier († 1367)
- Richard von Greiffenklau zu Vollrads, aartsbisschop en keurvorst van Trier († 1531)
- Lothar von Metternich, aartsbisschop en keurvorst van Trier († 1623)
- Johann Hugo von Orsbeck, aartsbisschop en keurvorst van Trier († 1711)
- Franz Georg von Schönborn, aartsbisschop en keurvorst van Trier († 1756)

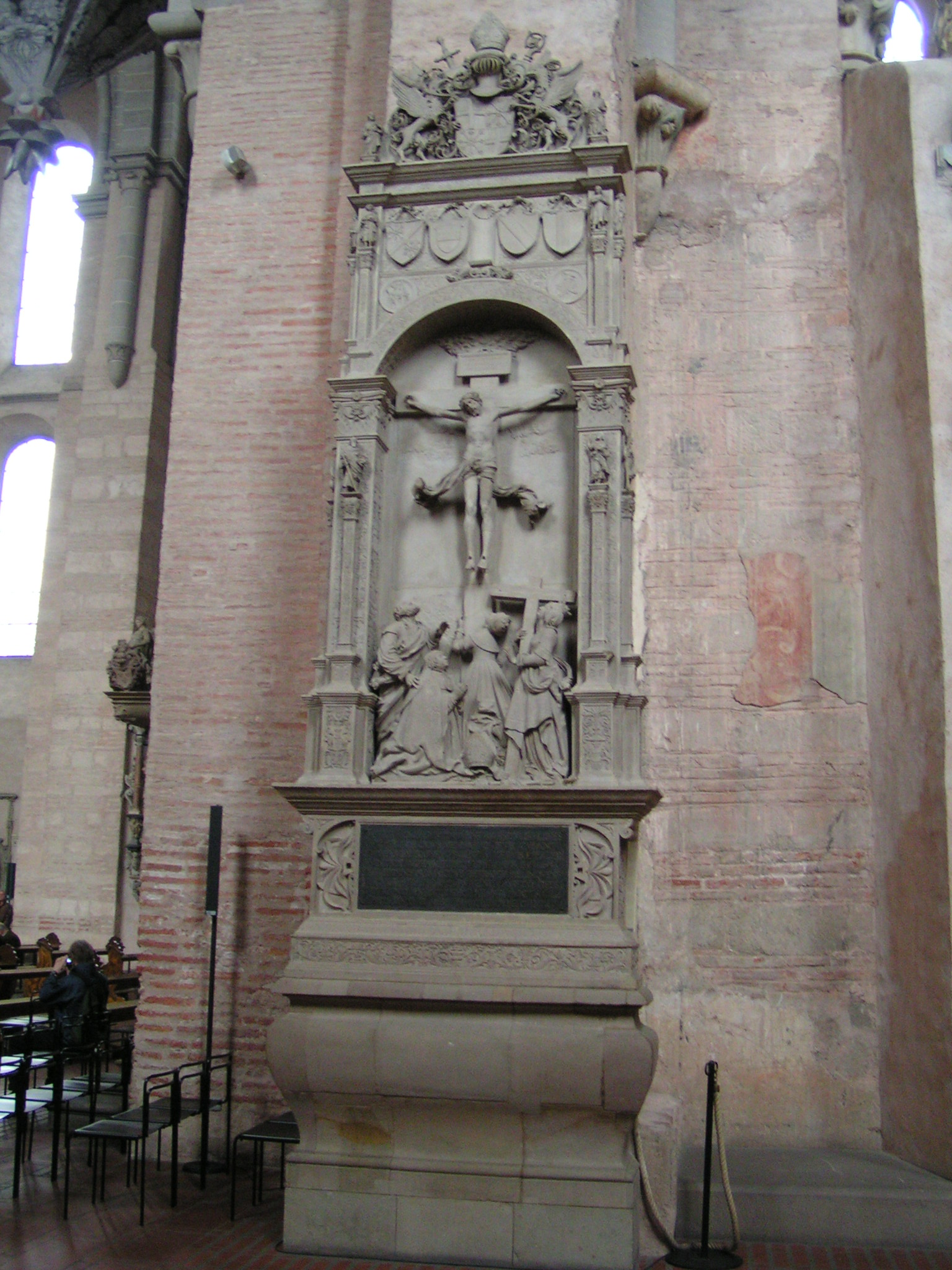
Greiffenklau-altaar, 1531
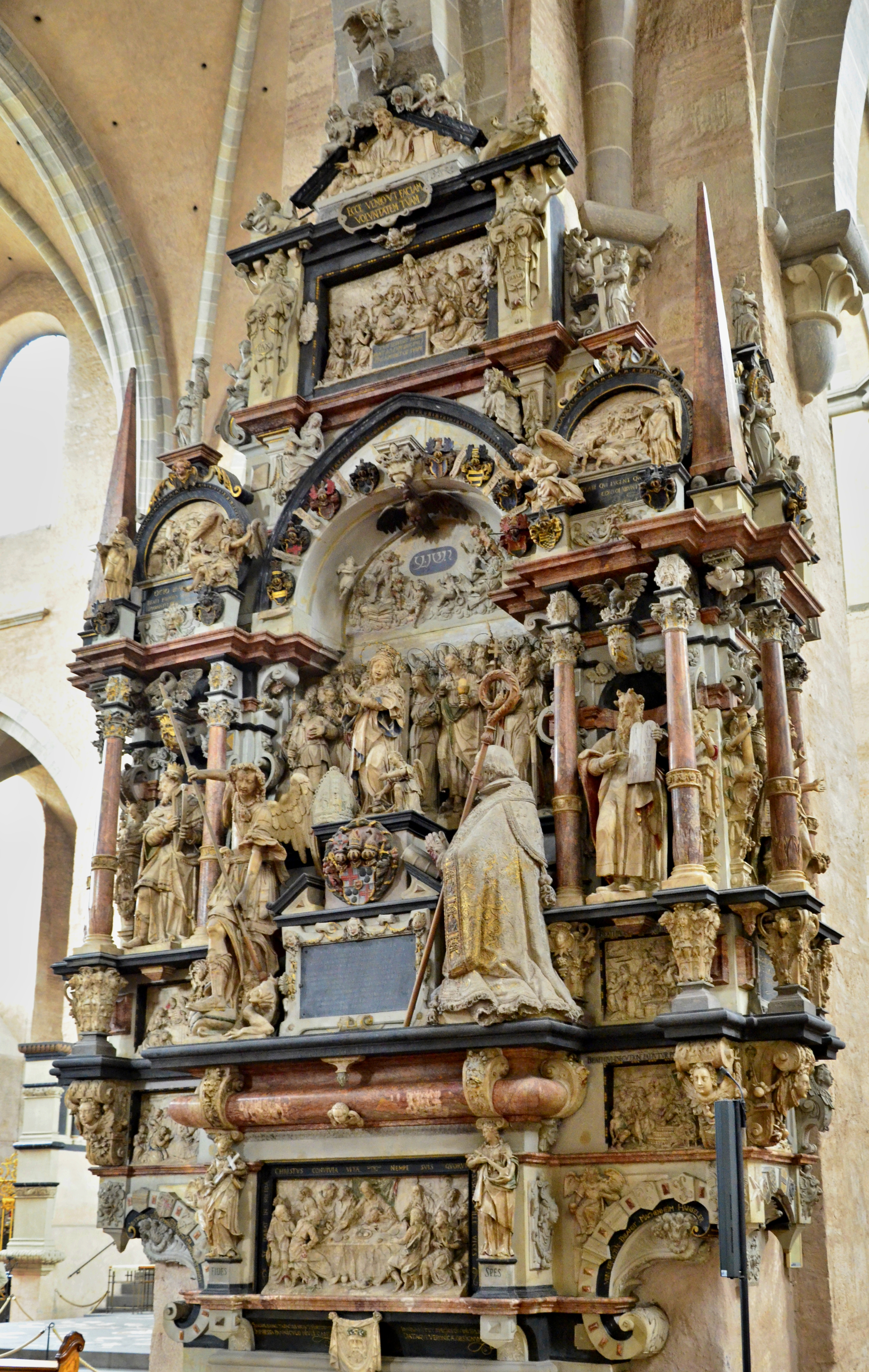
Metternich-altaar, 1623
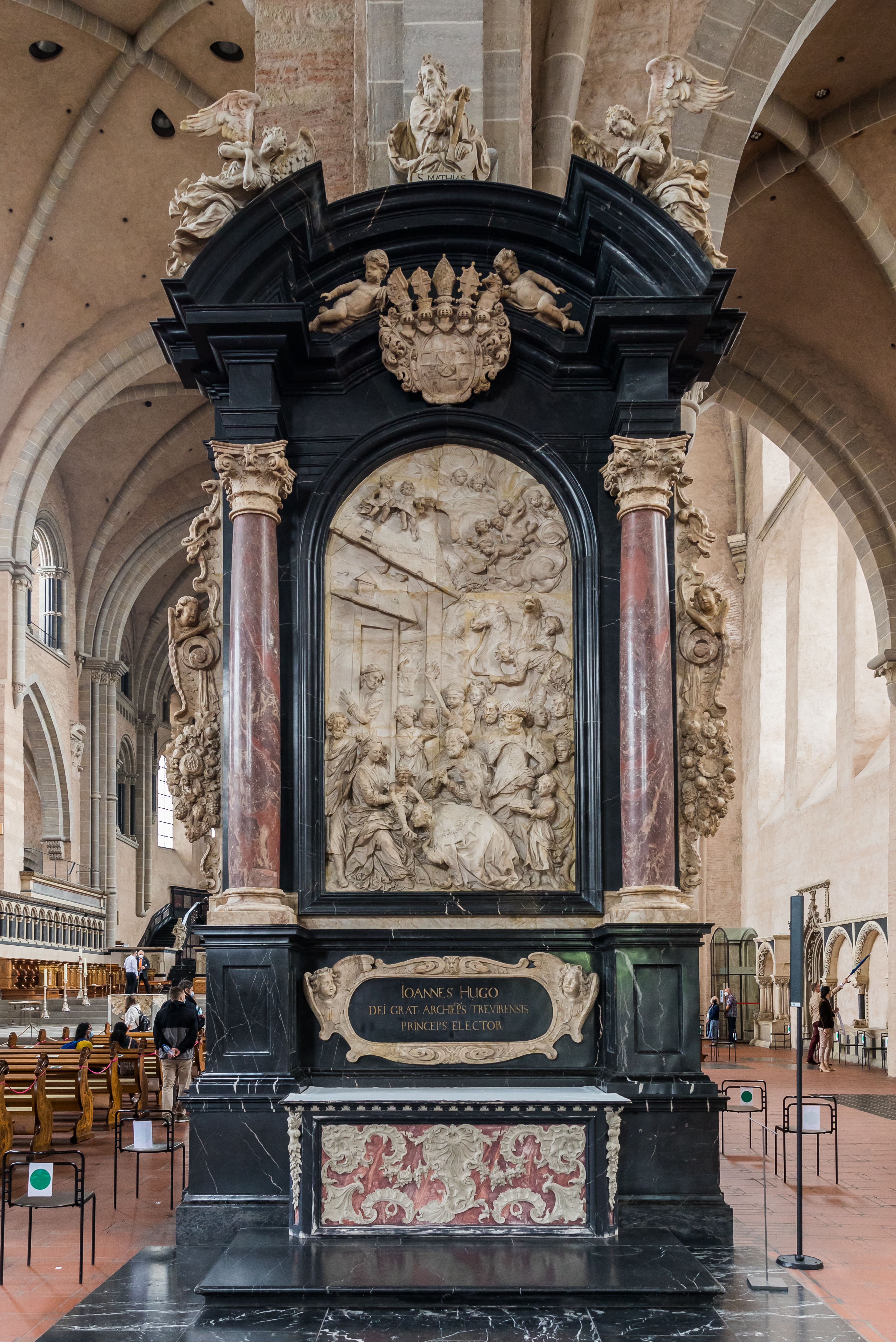
Orsbeck-altaar, 1711
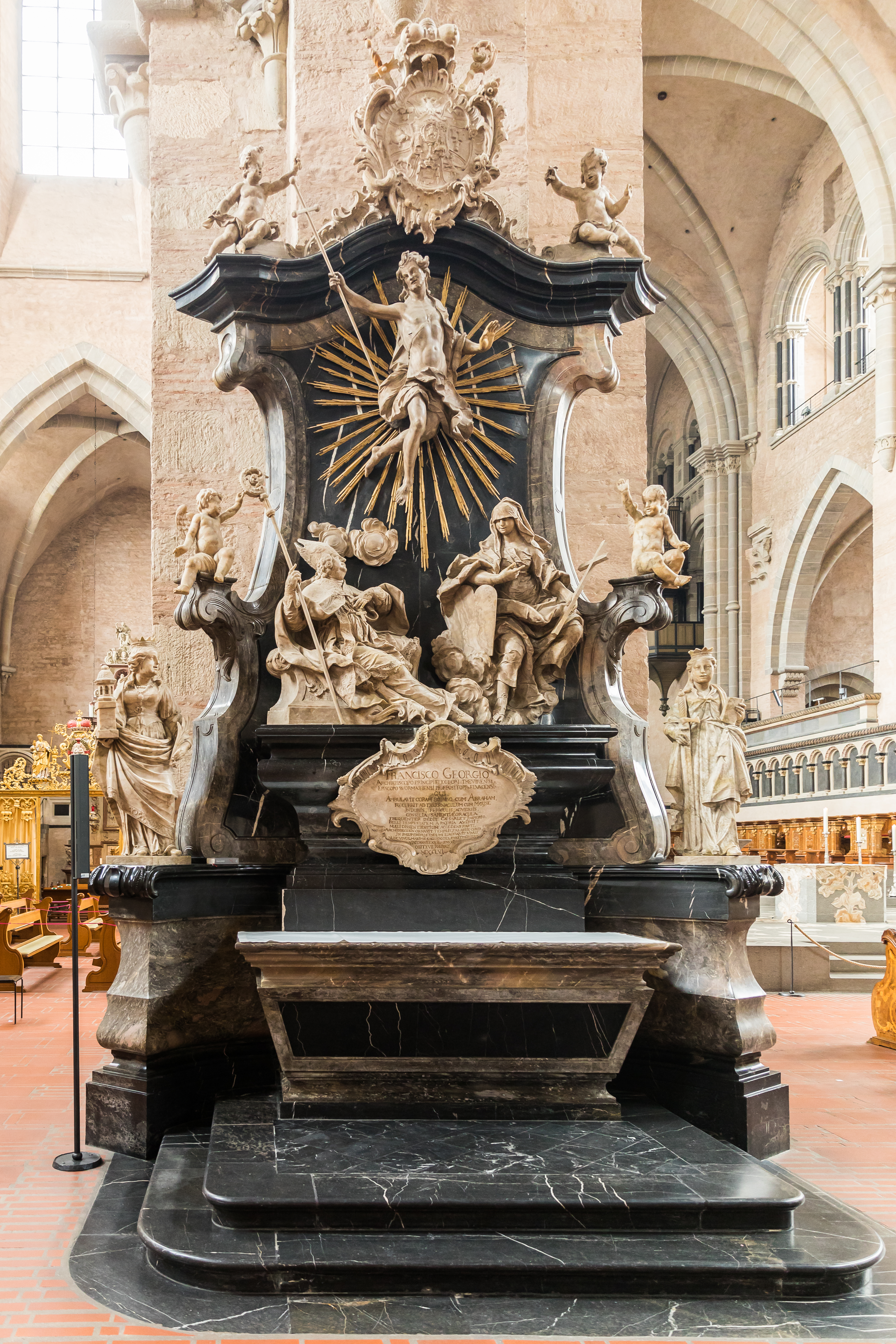
Schönborn-altaar, 1756

### Schatkamer en overige relieken
De schatkamer herbergt ondanks zware verliezen in de Franse tijd een belangrijke kerkschat. Met name op het gebied van middeleeuwse kunstnijverheid behoort de Trierse domschat tot de voornaamste in Duitsland. Sommige relieken bevinden zich niet in de schatkamer maar elders in de kerk, zoals de eerdergenoemde Heilige Tuniek, de schedel van de Heilige Helena (in de oostcrypte), het reliekschrijn van Sint-Maternus (in de middencrypte) en het reliekschrijn van Sint-Blasius en andere heiligen (in de westcrypte). Tot de topstukken behoren verder:
- de zogenaamde drinknap van Sint-Helena uit de 3e of 4e eeuw, gemaakt van amethist met 14e-eeuws zilverbeslag;
- een 5e-eeuws Byzantijns ivoren reliëf van een reliekenprocessie;
- het Triers Evangeliarium, Ms. 61, uit de 1e helft van de 8e eeuw;
- het Egbertschrijn, een 10e-eeuwse reliekenkist uit de beroemde werkplaats van bisschop Egbert van Trier, waarin onder andere de zool van de sandaal van de apostel Andreas wordt bewaard;
- de reliekhouder van de Heilige Nagel, eveneens uit de Egbertwerkplaatsen, met een nagel van het Heilig Kruis, volgens de legende meegebracht uit het Heilige Land door Helena;
- het bronzen wierookvat van Gozbert uit ca. 1100;
- Het Andreastriptiek, een 12e-eeuws Maaslands drieluik met op de zijpanelen fraaie champlevé-emailles, mogelijk van de hand van Godfried van Hoei.

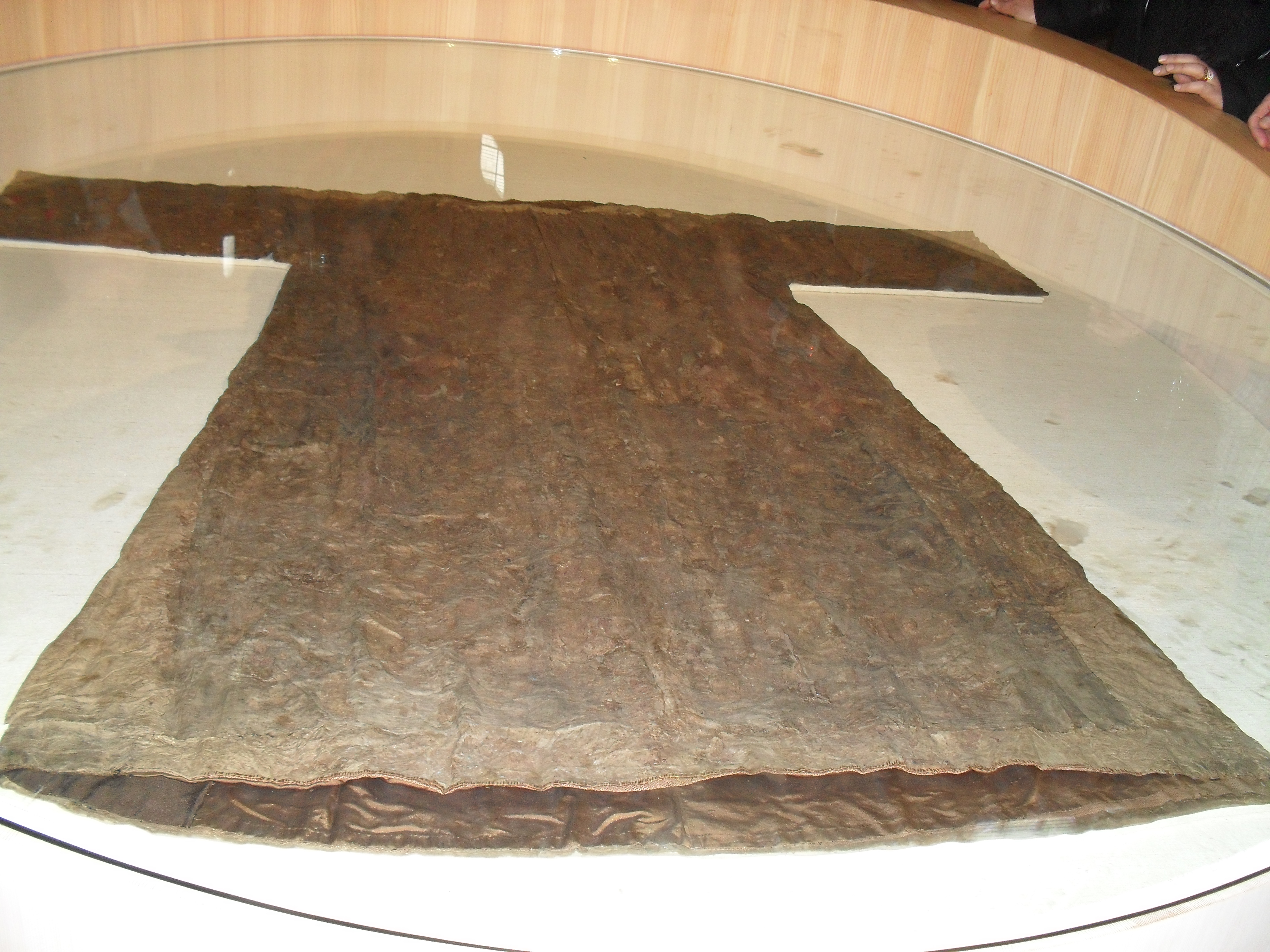
Heilige Tuniek
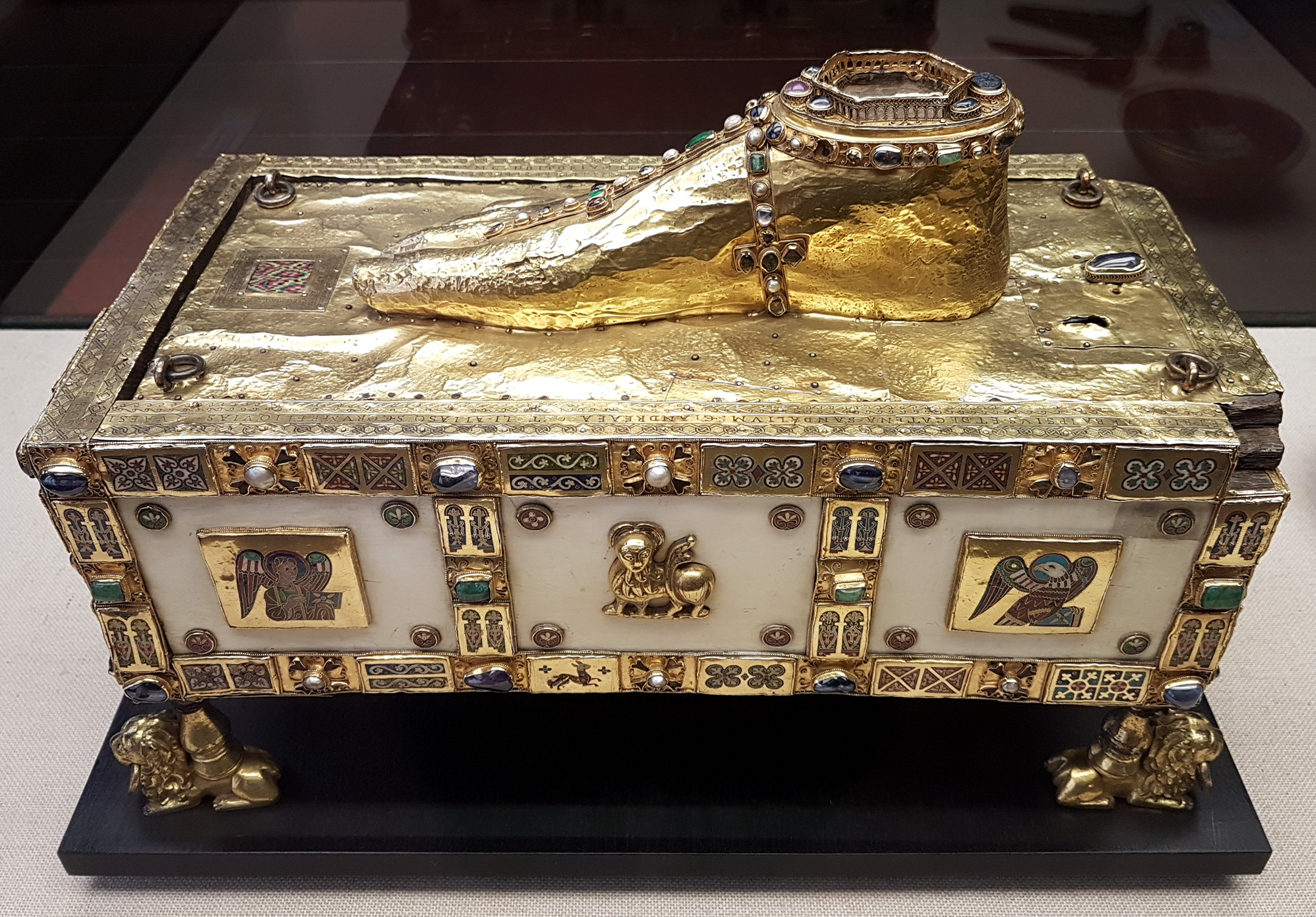
Egbertschrijn
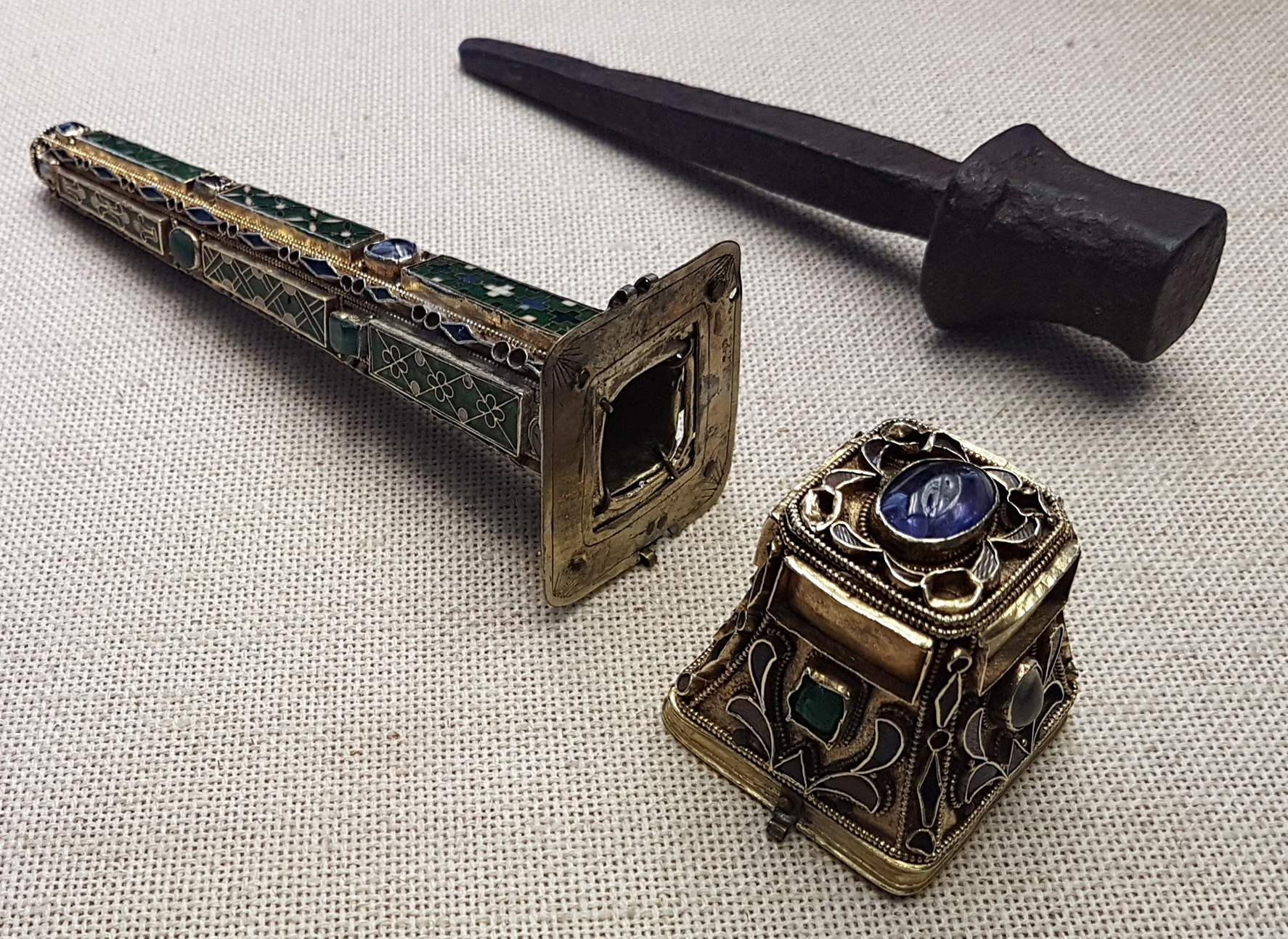
Reliekhouder Heilige Nagel
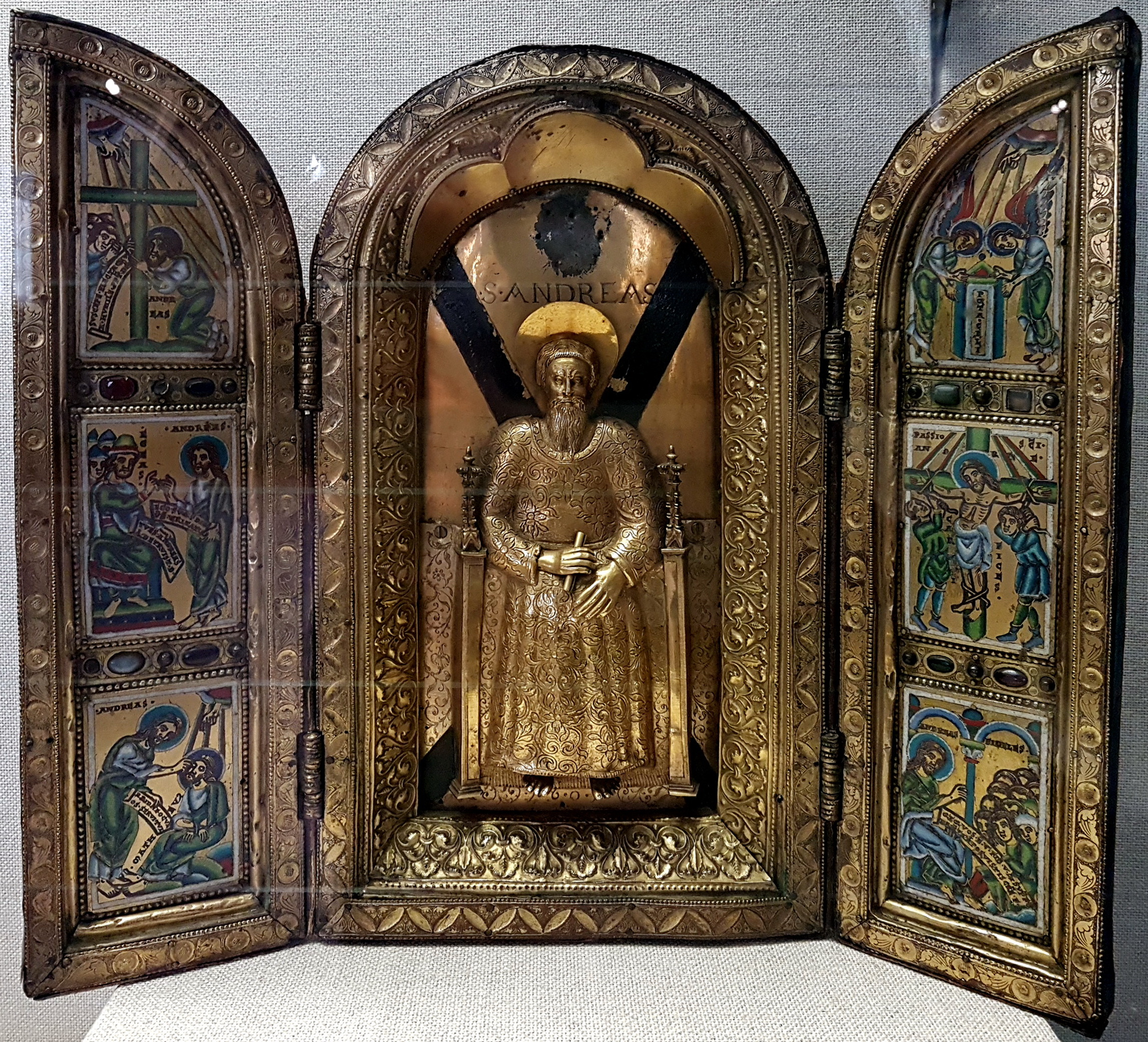
Andreastriptiek

### Kloostergang en bijgebouwen
De gotische kloostergang ontstond tussen 1245 en 1270 en verbindt de Dom met de Onze-Lieve-Vrouwekerk. In het westelijk deel, waar ooit de kanunniken begraven werden, bevindt zich de wijbisschopskapel. Aan de buitenmuur van de kapel hangt een klokje uit 1682. Aan de kloostergang grenzen diverse bijgebouwen, waaronder de zogenaamde 'Romaanse zaal', vroeger de kathedraalschool, en de 'Gotische zaal', waar brooduitdelingen plaatsvonden.

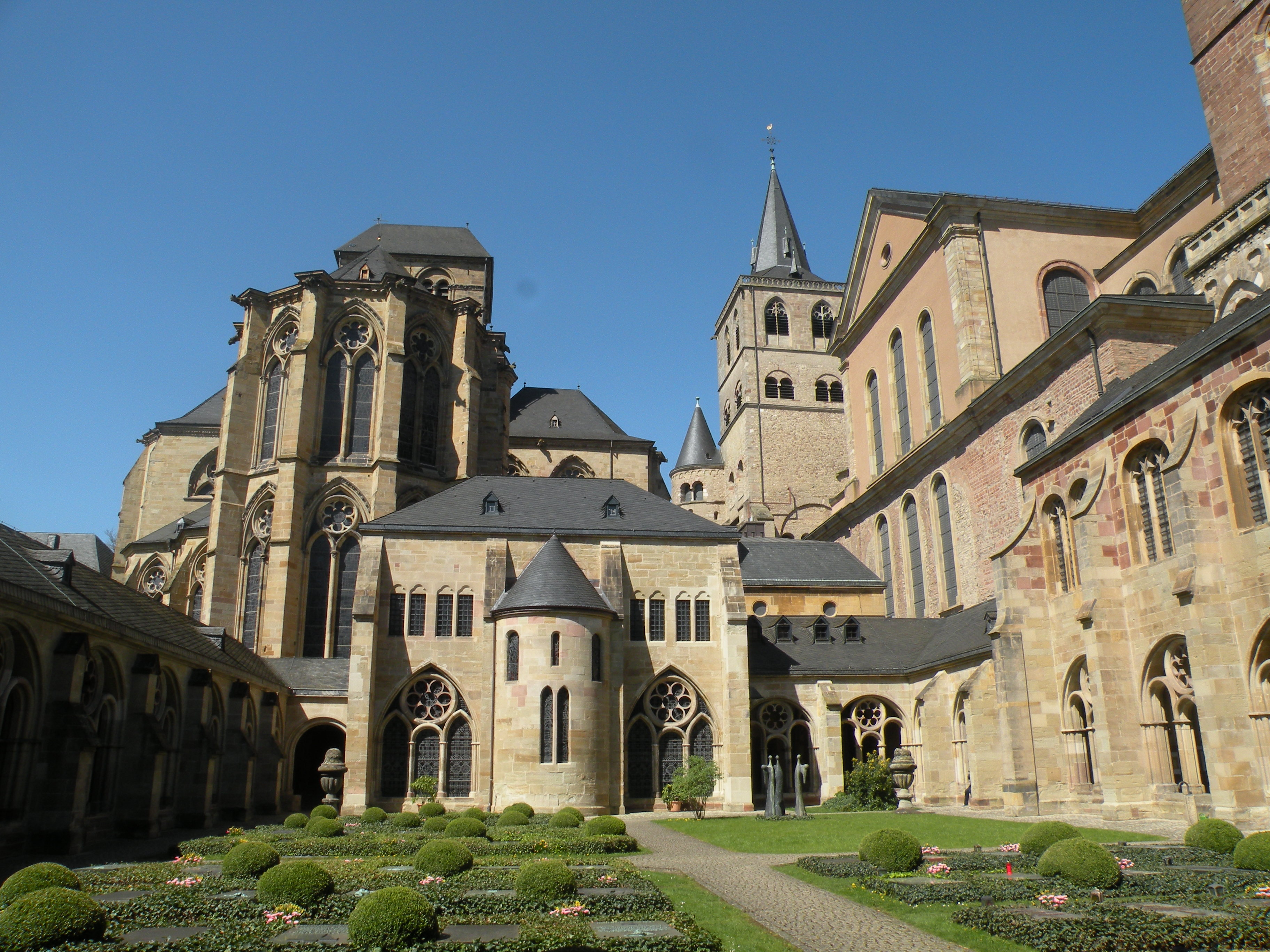
Overzicht pandhoftuin
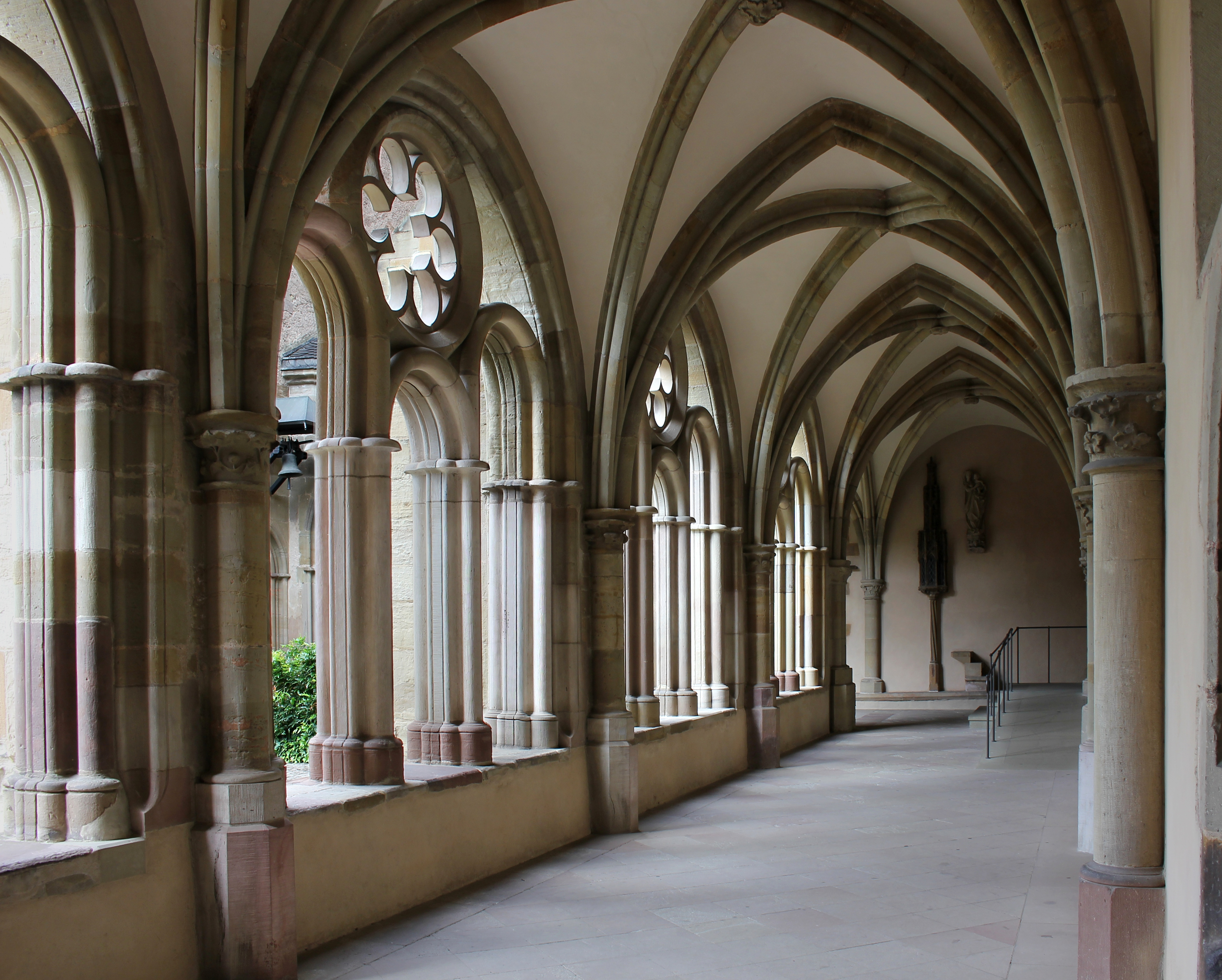
Kloostergang
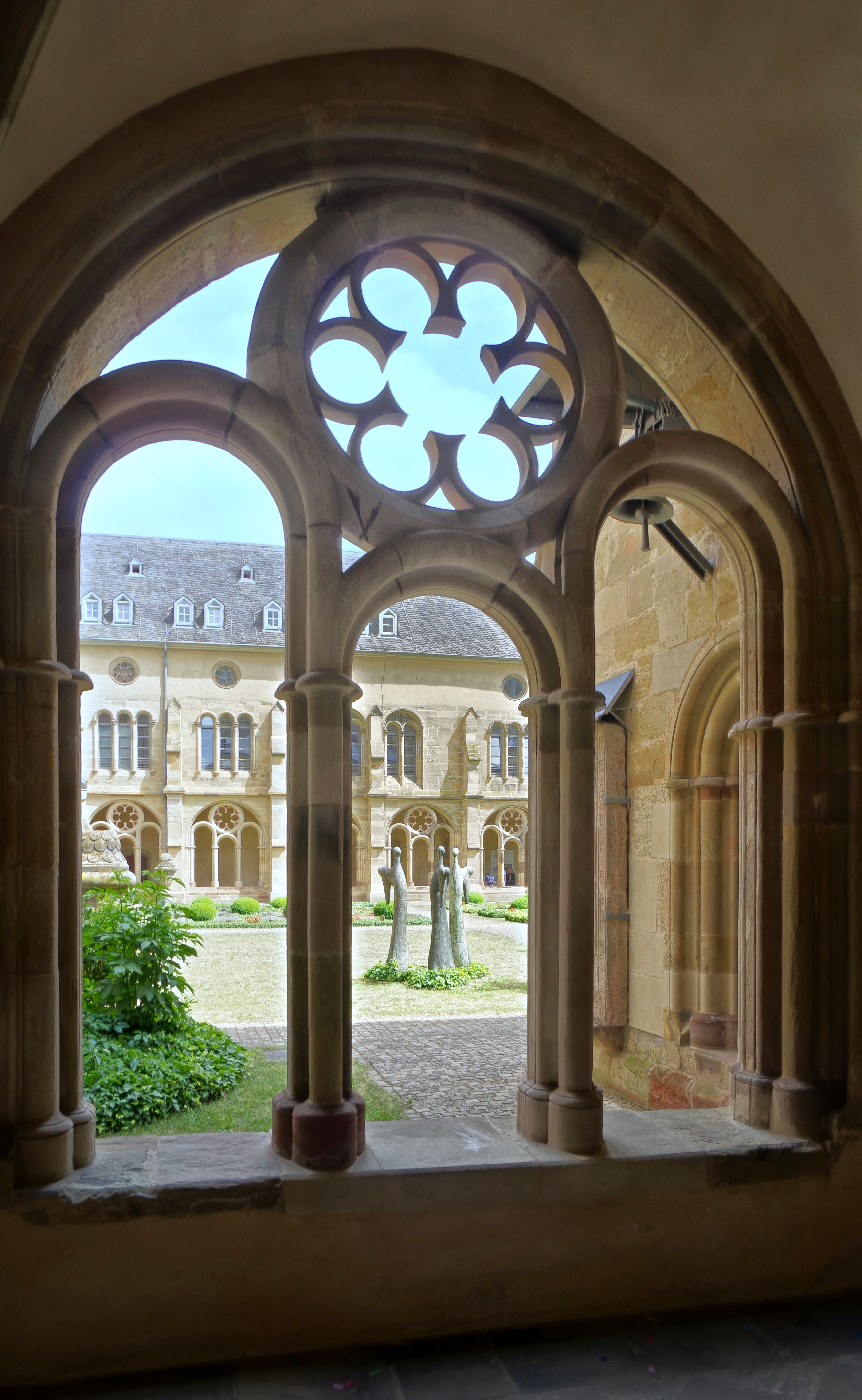
Venstertracering
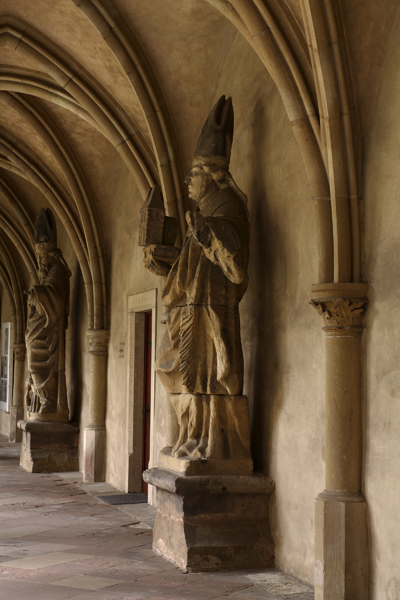
Beelden van bisschoppen